# Chronologie
Chronologie è il decimo album in studio del musicista francese Jean-Michel Jarre, pubblicato nel 1993 dalla Disques Dreyfus.

## Il disco
Chronologie è dedicato al saggio di divulgazione scientifica Dal big bang ai buchi neri. Breve storia del tempo di Stephen Hawking.
Chronologie è un album eterogeneo, nel quale vengono fusi riferimenti alla musica classica ottocentesca, la musica dei rave, il pop e il rap; le tracce sono dominate dalle tastiere di Jarre e la chitarra elettrica di Patrick Rondat. Secondo quanto riporta la biografia dell'artista scritta su Ondarock, l'album «si snoda tra intermezzi audio-scenici di orologi scricchiolanti, aggiorna il capolavoro del 1978 alle nuove tendenze musicali degli anni 90». Chronologie Part 1 è ispirata ad un nuovo movimento musicale elettronico che si è sviluppato intorno al 1989. I brani Chronologie Part 4 e Chronologie Part 5 furono composti per la compagnia di orologi svizzera Swatch.

## Accoglienza
| Recensione     | Giudizio |
| -------------- | -------- |
| Allmusic       |          |
| Piero Scaruffi |          |

Chronologie non sembra aver convinto appieno i critici e gli specialisti musicali. Secondo il critico Piero Scaruffi, «l'album non esiste come opera unitaria, ma soltanto come cornice di frammenti.» Secondo Ondarock, «si tratta di una suite stilisticamente eterogenea dalle altalenanti mire narrative».

## Tracce
1. Chronologie Part 1 – 10:51
2. Chronologie Part 2 – 6:05
3. Chronologie Part 3 – 3:59
4. Chronologie Part 4 – 3:59
5. Chronologie Part 5 – 5:34
6. Chronologie Part 6 – 3:45
7. Chronologie Part 7 – 2:17
8. Chronologie Part 8 – 5:33

## Musicisti
- Jean-Michel Jarre – Digisequencer, Kurzweil K2000, Minimoog, ARP 2600, Akai MPC60, AKAI S 1000, EMS Synthi AKS, JD 800, Korg O1/W, Roland TR-909, Boss DR-660, Elka Synthex, Eminent, Roland Jupiter-8, Roland DJ-70, Digitech Vocalist, Fairlight CMI
- Francis Rimbert – tastiere
- Michel Geiss – tastiere
- Dominique Perrier – tastiere
- Patrick Rondat – chitarra